# Glen Ridge (Nueva Jersey)
Glen Ridge es una borough ubicada en el condado de Essex en el estado estadounidense de Nueva Jersey. En el año 2010 tenía una población de 7.527 habitantes y una densidad poblacional de 2.280,91 personas por km².

## Geografía
Glen Ridge se encuentra ubicado en las coordenadas 40°48′18″N 74°12′17″O / 40.80500, -74.20472.

## Demografía
Según la Oficina del Censo en 2000 los ingresos medios por hogar en la localidad eran de $105,638 y los ingresos medios por familia eran $120,650. Los hombres tenían unos ingresos medios de $91,161 frente a los $51,444 para las mujeres. La renta per cápita para la localidad era de $48,456. Alrededor del 3% de la población estaba por debajo del umbral de pobreza.